# Deutsche Schwimmmeisterschaften 1935
Die 50. Deutschen Meisterschaften im Schwimmen fanden im August 1935 in Plauen statt.
| Disziplin       | Männer             | Männer              | Männer | Frauen          | Frauen              | Frauen |
| Disziplin       | Name               | Verein              | Zeit   | Name            | Verein              | Zeit   |
| --------------- | ------------------ | ------------------- | ------ | --------------- | ------------------- | ------ |
| 100 m Freistil  | Helmut Fischer     | Wesermünde          |        | Gisela Arendt   | Nixe Charlottenburg |        |
| 200 m Freistil  | Hans Gauke         | Waspo Stettin       |        |                 |                     |        |
| 400 m Freistil  | Gerhard Nüske      | Waspo Stettin       |        | Ruth Halbsguth  | Nixe Charlottenburg |        |
| 1500 m Freistil | Otto Przywara-Kutz | SV Hindenburg       |        |                 |                     |        |
| 200 m Brust     | Arthur Heina       | SV Gladbeck 1913    |        | Martha Genenger | Neptun Krefeld      |        |
| 100 m Rücken    | Hans Schwarz       | Magdeburger SC 1896 |        | Christel Rupke  | Ohligs 04           |        |